# Qua (álbum)
Qua es el noveno y último álbum del dúo alemán Cluster, antes de su disolución definitiva a fines de 2010. Fue lanzado el 21 de mayo de 2009 por el sello Nepenthe Music.
En cuanto a su sonido, en su reseña para allmusic Wilson Neate plantea que Qua prueba que Cluster sigue teniendo algo "relevante" y "creíble" que contrubuir musicalmente, pues el álbum "conjura secuencias cinemáticas imaginarias tanto en monocromo como en rico Technicolor, abarcando diversos estados de ánimos: desde la austera y drone "Xanesra" y la sombría e hímnica "Flutful" a las juguetonas "Albtrec Com" y "So Ney"". Por su parte, Hannah Gregory, de The Quietus, dice sobre el álbum que "la serpenteante experimentación está escrita con la aún fluida e indeleble tinta ambient de Cluster".

## Lista de canciones
Todas las canciones compuestas por Dieter Moebius y Hans-Joachim Roedelius.
| N.º | Título        | Duración |  |
| 1.  | «Lerandis»    | 1:47     |  |
| 2.  | «So Ney»      | 3:21     |  |
| 3.  | «Flutful»     | 2:36     |  |
| 4.  | «Protrea»     | 1:59     |  |
| 5.  | «Zircusile»   | 1:38     |  |
| 6.  | «Xanesra»     | 4:03     |  |
| 7.  | «Na Ernel»    | 3:48     |  |
| 8.  | «Putoil»      | 1:34     |  |
| 9.  | «Malturi Sa»  | 4:53     |  |
| 10. | «Diagon»      | 1:23     |  |
| 11. | «Gissander»   | 6:55     |  |
| 12. | «Ymstrob»     | 1:40     |  |
| 13. | «Albtrec Com» | 4:06     |  |
| 14. | «Stenthin»    | 3:48     |  |
| 15. | «Curvtum»     | 1:01     |  |
| 16. | «Formalt»     | 5:04     |  |
| 17. | «Imtrerion»   | 5:13     |  |

## Créditos
| - Hans-Joachim Roedelius - Dieter Moebius | - Arte de portada y concepto por Dieter Moebius y Tim Story. - Diseño y dirección de arte por Paula Ashley y Tim Fisher. |